# Saint-Julien-du-Serre
Saint-Julien-du-Serre är en kommun i departementet Ardèche i regionen Auvergne-Rhône-Alpes i sydöstra Frankrike. Kommunen ligger  i kantonen Vals-les-Bains som ligger i arrondissementet Largentière. År 2022 hade Saint-Julien-du-Serre 874 invånare.

## Befolkningsutveckling
Antalet invånare i kommunen Saint-Julien-du-Serre
Referens: INSEE

## Galleri

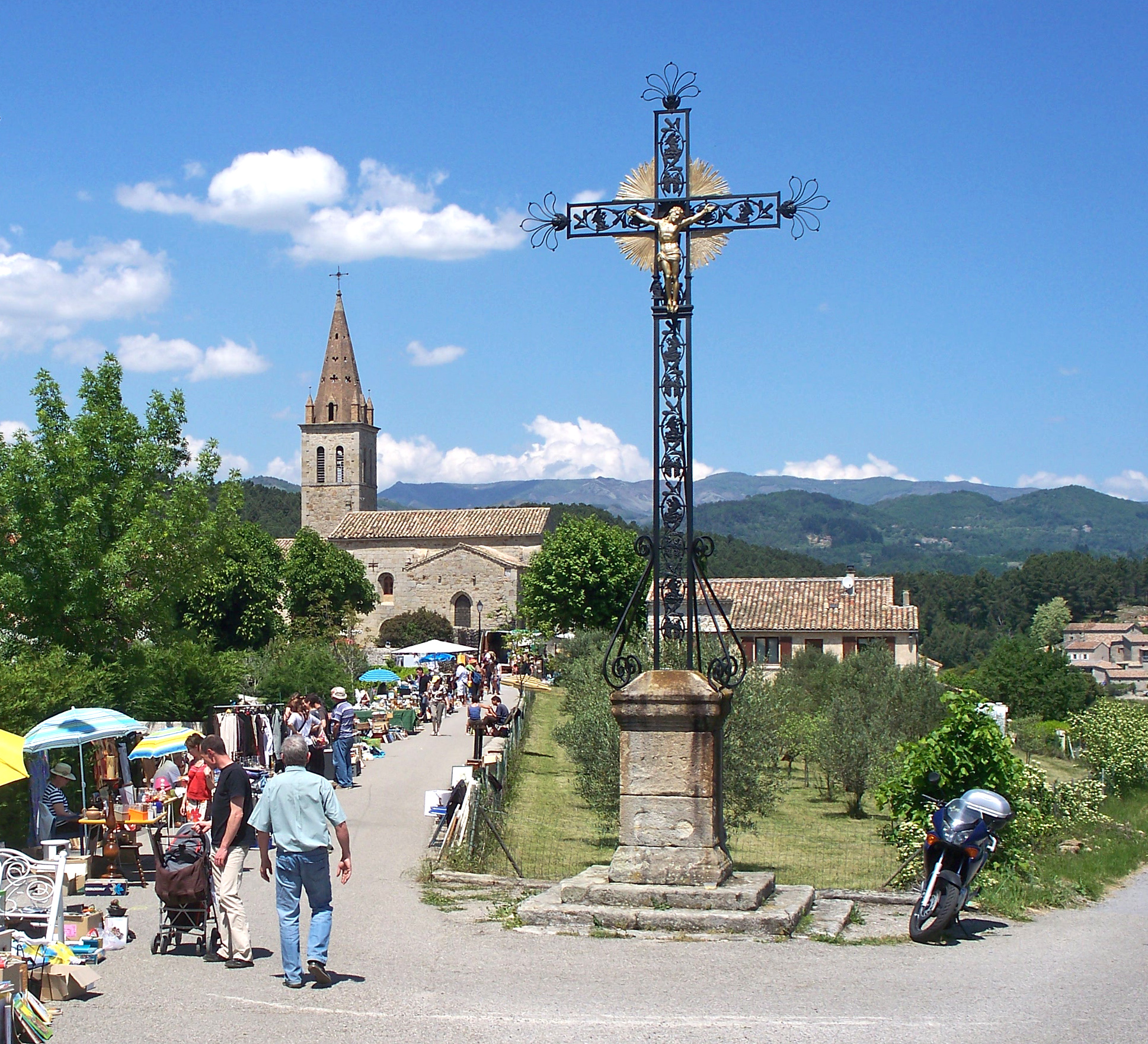